# 71480 Roberthatt
71480 Roberthatt è un asteroide della fascia principale. Scoperto nel 2000, presenta un'orbita caratterizzata da un semiasse maggiore pari a 2,8835012 UA e da un'eccentricità di 0,1536092, inclinata di 8,00970° rispetto all'eclittica.